# His Dream
His Dream è un cortometraggio muto del 1911. Il nome del regista non viene riportato nei credit del film che, prodotto dalla Reliance Film Company, aveva come interpreti Henry B. Walthall, Dorothy Davenport, Gertrude Robinson.

## Trama
Un giovanotto festeggia il suo fidanzamento andandosene al club con gli amici. Completamente ubriaco, si addormenta, ma il suo sonno è funestato dagli incubi. Ormai sposato, la moglie si ribella al suo vizio di bere. Resa terribilmente infelice, viene consolata da uno dei suoi amici. Lui, ubriaco e geloso, spara all'altro uomo e poi sta per uccidersi. Viene impedito dall'intervento della polizia e le sue grida finiscono per svegliarlo. Il sogno gli ha fatto un'impressione così vivida che giura di non toccare mai più un liquore. Mentre lui era avvolto da quei torbidi pensieri, la fidanzata si ritrovava nella sua camera insieme alla madre, felice di affrontare un nuovo futuro e ringraziando Dio per la sua felicità.

## Produzione
Il film venne prodotto dalla Reliance Film Company

## Distribuzione
Distribuito dalla Motion Picture Distributors and Sales Company, il film - un cortometraggio di una bobina - uscì nelle sale cinematografiche degli Stati Uniti il 9 settembre 1911.